# 八帖町
八帖町（はっちょうちょう）は、愛知県岡崎市の町名。丁番を持たない単独町名であり、6つの小字を持つ。

## 地理

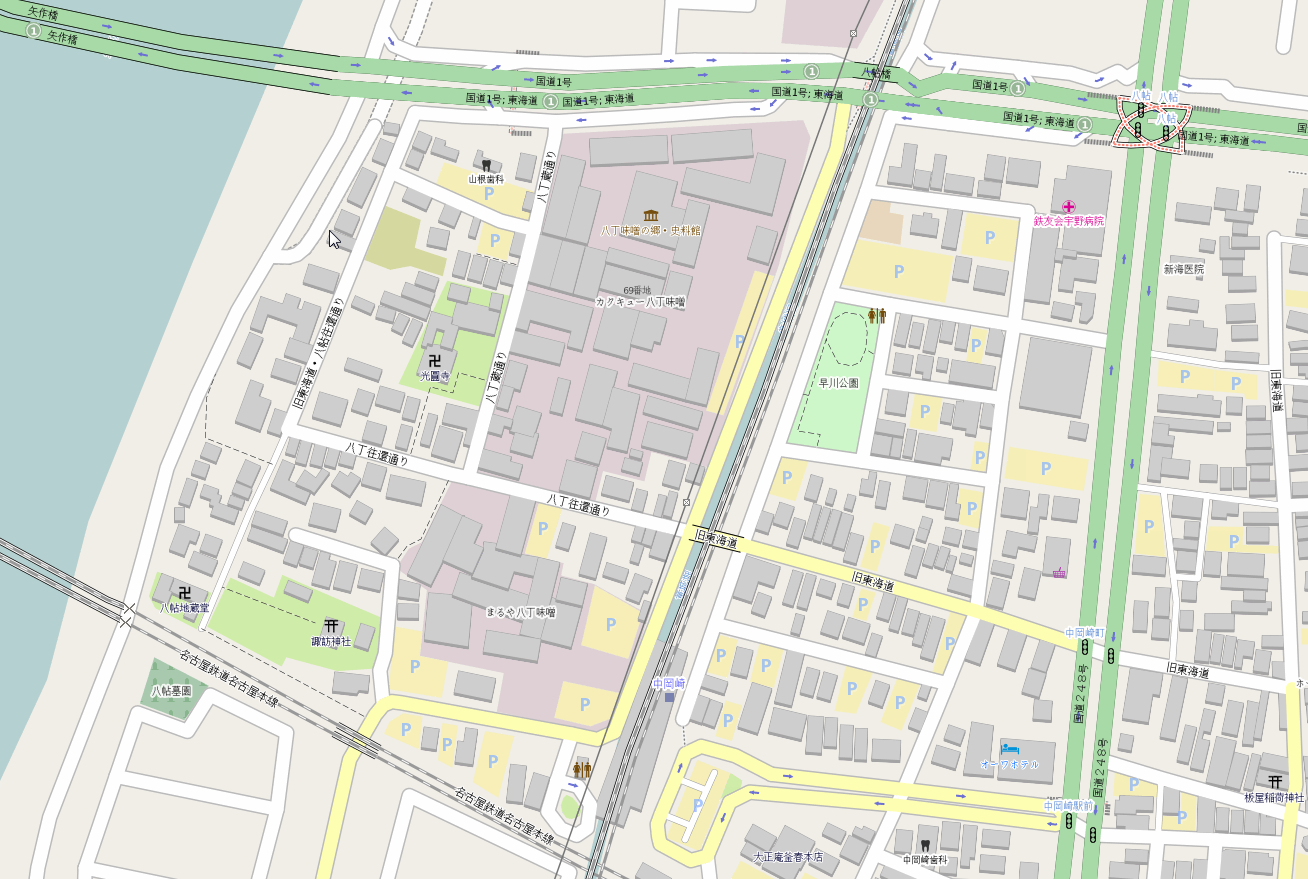
岡崎市八帖町、八丁町、中岡崎町。

岡崎市の西部に位置し、中心街の一角に相応する。

### 河川
- 矢作川
- 早川

### 小字
- 字往還通（おうかんどおり）
- 字大通（おおどおり）
- 字落合（おちあい）
- 字川崎（かわさき）
- 字須田（すだ）
- 字松葉（まつば）

## 世帯数と人口
2019年（令和元年）5月1日現在の世帯数と人口は以下の通りである。
| 町丁   | 世帯数  | 人口  |
| ------ | ------- | ----- |
| 八帖町 | 138世帯 | 292人 |

### 人口の変遷
国勢調査による人口の推移
| 1995年（平成7年）  | 408人 | [ 5 ] |  |
| 2000年（平成12年） | 350人 | [ 6 ] |  |
| 2005年（平成17年） | 326人 | [ 7 ] |  |
| 2010年（平成22年） | 301人 | [ 8 ] |  |
| 2015年（平成27年） | 297人 | [ 9 ] |  |

## 小・中学校の学区
市立小・中学校に通う場合、学区は以下の通りとなる。また、公立高等学校に通う場合の学区は以下の通りとなる。
| 番・番地等 | 小学校             | 中学校             | 高等学校 |
| ---------- | ------------------ | ------------------ | -------- |
| 全域       | 岡崎市立連尺小学校 | 岡崎市立城北中学校 | 三河学区 |

## 歴史
額田郡八帖村を前身とする。
当地は八丁味噌を生産する2社（カクキューとまるや八丁味噌）の所在地として知られていたが、2022年12月26日、2社の敷地が「八丁町」として分離された。

### 沿革
- 1878年（明治11年）12月28日 - 岡崎城下である岡崎松葉町と八町村が合併し、八帖村となる[13][14]。
- 1889年（明治22年）10月1日 - 町村制施行に伴い、岡崎横町・岡崎亀井町・岡崎久右衛門町・岡崎魚町・岡崎康生町・岡崎材木町・岡崎十王町・岡崎松本町・岡崎上肴町・岡崎伝馬町・岡崎田町・岡崎唐沢町・岡崎島町・岡崎投町・岡崎能見町・岡崎八幡町・岡崎板屋町・岡崎福寿町・岡崎門前町・岡崎祐金町・岡崎裏町・岡崎両町・岡崎連尺町・岡崎六地蔵町・岡崎籠田町・菅生村・中村・梅園村・八帖村・六供村が合併し、岡崎町大字八帖となる[13][14]。
- 1916年（大正5年）7月1日 - 市制施行に伴い、岡崎市大字八帖となる[15]。
- 1917年（大正6年）7月1日 - 八帖町に改称[15]。
- 1975年（昭和50年）12月6日 - 一部が中岡崎町となる[15][16]。
- 1976年（昭和51年）3月25日 - 一部が八帖北町となる[15][16]。
- 1978年（昭和53年）2月9日 - 一部が八帖南町となる[15][16]。
- 2022年（令和4年）12月26日 - 一部（カクキューとまるや八丁味噌の敷地）が八丁町となる[17][18]。

## 交通

### 鉄道
- 名鉄名古屋本線 - 通過するのみである
- 愛知環状鉄道・愛知環状鉄道線 中岡崎駅（一部）

### 道路
- 国道1号
  - 東海道（国道1号：龍城通り）
  - 矢作橋
- 岡崎市道
  - 八丁蔵通り
  - 八帖往還通り
  - きらり通り

## 施設
- 光圓寺
- 八帖地蔵堂
- 諏訪神社

## ギャラリー
- きらり通り
- 光圓寺
- 諏訪神社
- 日露戦争の勝利を祝い、旧東海道に建てられた凱旋門。1905年撮影。

## その他

### 日本郵便
- 郵便番号 : 444-0923[3]（集配局：岡崎郵便局[19]）。

## 参考資料
- 「角川日本地名大辞典」編纂委員会 編『角川日本地名大辞典 23 愛知県』角川書店、1989年。
- 平凡社 編『日本歴史地名大系 23 愛知県の地名』1981年。
- 新編岡崎市史編さん委員会 編『新編岡崎市史 総集編 20』1993年。